# Sujeonggwa
Il sujeonggwa (수정과?, 水正果?, sujŏnggwaMR) è un punch coreano al gusto di zenzero e cannella.

## Preparazione
Zenzero a fette e cannella vengono fatti sobbollire per un paio d'ore nell'acqua, dolcificata successivamente con zucchero o miele. Alla bevanda si aggiungono quindi dei cachi essiccati a pezzetti, che vengono lasciati a bagno finché non si ammorbidiscono, e dei pinoli per guarnire. Viene servito freddo.

## Consumo
In passato il sujeonggwa era una bevanda invernale che si consumava soltanto al Capodanno lunare, anche nel palazzo reale e nelle case dei nobili; si contrapponeva al jeho-tang, un punch estivo. In epoca moderna, è solitamente riservato alle occasioni importanti come i matrimoni. Secondo la credenza popolare, se consumato freddo dopo un pasto aiuta a prevenire l'insorgere di raffeddori.

## Storia
La prima menzione al sujeonggwa nella letteratura coreana risale al 1765, nel Sujakeuigwe, un documento che riepiloga il rituale eseguito per festeggiare il 71º compleanno del re Yeongjo. Lo Haedongjukji, una raccolta di poesie pubblicata nel 1925 dal calligrafo Choi Yeong-nyeon, lo presenta con il nome di baeksijeho (백시제호?, 白柿醍醐?) e racconta che venisse preparato dalle gungnyeo della dinastia Goryeo nel giorno del Capodanno lunare, facendo bollire lo zenzero e aggiungendovi poi cachi essiccati e miele. Si suppone quindi che abbia avuto origine nella corte reale.
In epoca Joseon, il termine sujeonggwa era usato per indicare qualsiasi tipo di punch dolce, ed era una bevanda ricca preparata con una vasta gamma di frutti: il Seungjeongwon ilgi, che riporta i dettagli sul soggiorno di un emissario della dinastia Qing, racconta che per divertimento i cachi vennero sostituiti con dei mandarini; altri documenti attestano l'uso di melograni, ciliegie, mini kiwi, pere e castagne. Tra gli altri ingredienti che vennero rimossi con il tempo c'erano anche liquirizia e pepe nero.
Le prime ricette edite non prevedevano lo zenzero, che fu indicato per la prima volta solo nel ricettario Joseon yoribeop del 1939; il sujeonggwa veniva inoltre dolcificato preferibilmente con il miele e il succo di omija al posto dello zucchero.